# Winchester Model 1892
La Winchester 1892 és una carabine de caça concebuda per John Browning i fabricada per la Winchester Repeating Arms Company de 1892 a 1942, davant reemplaçar la Winchester 1873 que #vorejar fins al 1925.

## Descripció
Aquesta carabine a palanca de sota-guarda ha construït en bosc i n'acer. El éjection dels douilles es fa per l'altura de l'arma. La majoria de les modeles 1892 han rebut un canó rodó. Els òrgans d'apuntada són simples : alça a crémaillère i gui de làmina. Alguns modeles poden rebre una ullera d'apuntada. La majoria són n'acer bleui.

## Dades tècniques
Producció Winchester :
- Municions : .44-40 WCF (majoria de les armes venudes), .38-40 WCF, .32-20 WCF, 25/20 WCF i 218 Bee (alguns escassos exemplars productes l'any 1936-1938).
- Canó : 20 polzes/51cm, capacitat (del magatzem) : 11 cops (Carabine) ; 24 polzes/ 61 cm, capacitat 15 cops (fusell) ; 76,2 cm, capacitat 17 cops (Musket=fusell d'infanterie)
- Longitud : 100 cm (carabine), 110 Plantilla:Unité (fusell) on 125 Plantilla:Unité (fusell d'infanterie)
- Pes de l'arma buit : 2,52 kg (carabine), 3,85/4 kg (fusell) on 4,10 kg (fusell d'infanterie)

## Difusió, rèpliques i variants

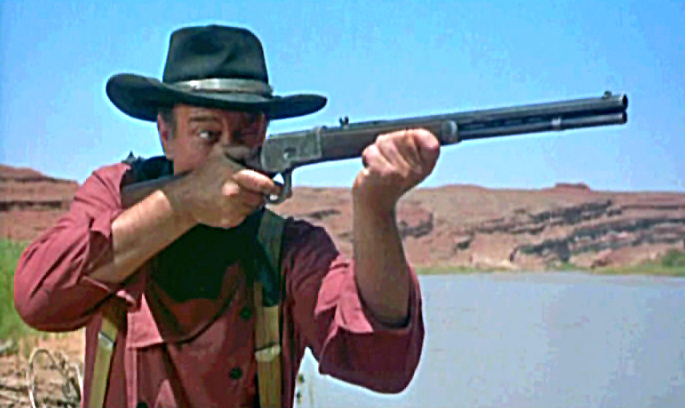
John Wayne apuntant amb la seva Winchester modela 1892 a la Presonera del desert de John Ford (1956).

Produïda a 1 007 608 exemplars, aquesta arma de caça americana, practica i manejable, va convèncer de nombrós cow-boys, gauchos i uns altres vaqueros. #Ser popularisée per Hollywood i John Wayne. Les raons són que assemblava a les modeles més antics (mle 1873), que era disponible sobre el mercat a dèbil cost, i que el seu calibre 44-40 a blanc era el mateix que aquell dels revòlvers 1873 single acció igualment utilitzats a la majoria dels films. Es pot doncs la veure a la majoria de les westerns americans dels anys 50 i 60, dels quals la sèrie Al nom de la llei en versió Tolla's leg.
La versió carabine ha #estar utilitzada per de nombroses policies municipals (de les quals el Santa Fé Civilitza Departement) i despatxos de Xèrifs americans. Igualment la Guardia Civil espanyola en va utilitzar sota la forma d'una còpia : la (en) ; aquesta coneixent una feina a la Guerra civil espanyola. De mateix, la carabine Rossi Puma va armar de nombrós policíacs brasilers.
Davant l'èxit dels westerns, dels fabricants italians produeixen reproduccions de la Winchester 1892. De més, existeix rèpliques oficials conegudes com les « Browning B92 » i « Winchester 92 ». La marca Rossi comercialitza la Rossi Puma en diferents calibres per arma de foc curta.